# 2-Hydroxyfettsäure-Dehydrogenase
2-Hydroxyfettsäure-Dehydrogenasen (auch 2-Hydroxyfettsäure-Oxidasen) sind Enzyme, welche die Dehydrierung von 2-Hydroxystearat zu 2-Oxostearat katalysieren.
Die (R)-2-Hydroxyfettsäure-Dehydrogenase darf nicht mit der D-2-Hydroxysäure-Dehydrogenase (auch als D-Lactatdehydrogenase, EC 1.1.99.6) bekannt, verwechselt werden.

## Eigenschaften
Vor allem wird die (R)-2-Hydroxyfettsäure-Dehydrogenase zur stereospezifischen Reduktion von 2-Ketocarbonsäuren zu D-2-Hydroxycarbonsäuren verwendet. Das Enzym beteiligt sich an der β-Oxidation. (R)-2-Hydroxyfettsäure-Dehydrogenase ist von physiologischer Bedeutung, da 2-Hydroxyfettsäuren in der Natur in (R)-Konfiguration vorliegen. Außerdem wurde gezeigt, dass 2-Hydroxypalmitat aus der Degradierung von Phytosphingosin in der Leber gebildet wird. Die (S)-2-Hydroxyfettsäure-Dehydrogenase nimmt vermutlich an der α-Oxidation bei der Degradierung von natürlichen und/oder verzweigten langkettigen Fettsäuren teil. (S)-2-Hydroxyfettsäuren kommen als Intermediate bei der α-Oxidation von natürlichen Fettsäuren in Pflanzen vor. Die Aktivität dieser Oxidoreduktasen wird durch den Mangel an NAD+ vermindert und hängt außerdem von reduzierten Pyridinnukleotiden ab.

## Katalytische Gleichgewichte
+ NAD+ {\displaystyle \rightleftharpoons }  + NADH + H+
(R)-2-Hydroxystearat wird durch die (R)-2-Hydroxyfettsäure-Dehydrogenase oxidiert und dehydriert. Neben dem Reduktionsäquivalent NADH entsteht hierbei 2-Oxostearat. Diese Reaktion ist wichtig für die Fettsäureoxidation.
 + NAD+ {\displaystyle \rightleftharpoons }  + NADH + H+
(S)-2-Hydroxystearat wird durch die (S)-2-Hydroxyfettsäure-Dehydrogenase oxidiert und dehydriert. Neben dem Reduktionsäquivalent NADH entsteht hierbei 2-Oxostearat.